# 盜竊罪法令 (英國)
盜竊罪法令是一種法令簡稱，用於英國有關盜竊（theft）及其他侵犯財產權的罪行的法例。
具有這一簡稱的法令草案在國會通過期間稱為盜竊罪法案（Theft Bill）。
《盜竊罪法令》（Theft Acts）是具有該簡稱的法例或所有有關盜竊罪（theft）的法例的合稱。
另見盜竊罪法令（Larceny Act）。

## 英國

### 英格蘭及威爾斯
- 《1730年盜竊罪法令》（Theft Act 1730） (4 Geo.2 c.32) （由《1963年成文法編正法令》廢除）
- 《1968年盜竊罪法令》（Theft Act 1968）
- 《1978年盜竊罪法令》（Theft Act 1978）
- 《1996年盜竊罪（修訂）法令》（Theft (Amendment) Act 1996）

### 蘇格蘭
- 《1607年盜竊罪法令》（Theft Act 1607）

### 北愛爾蘭
- 《1969年盜竊罪法令（北愛爾蘭）》（Theft Act (Northern Ireland) 1969）
- 《1978年盜竊罪（北愛爾蘭）令》（Theft (Northern Ireland) Order 1978）
- 《1997年盜竊罪（修訂）（北愛爾蘭）令》（Theft (Amendment) (Northern Ireland) Order 1997）